# Lesbiana – Une révolution parallèle
Pour plus de détails, voir Fiche technique et Distribution.
Lesbiana – Une révolution parallèle est un film documentaire québécois réalisé par Myriam Fougère, sorti en 2012. Il retrace l'histoire du mouvement lesbien nord-américain, de 1970 à 1995.

## Synopsis
Lesbiana – Une révolution parallèle documente la « révolution parallèle » lesbienne nord-américaine née dans les années 1970 en parallèle du mouvement féministe. Il s'intéresse notamment aux lesbiennes radicales et séparatistes. Il suit l'évolution du mouvement lesbien de 1970 à 1995, sur tout le continent nord-américain, notamment à New York, Montréal, ou encore au Texas. Le documentaire se compose de photos d’époque, de vidéos d’archives et de témoignages de militantes lesbiennes.

## Fiche technique
- Titre : Lesbiana – Une révolution parallèle (en anglais, Lesbiana: A Parallel Revolution)
- Réalisation : Myriam Fougère
- Scénario : Myriam Fougère
- Production : Myriam Fougère et Pauline Voisard
- Photographie : Myriam Fougère et Nathalie Lasselin
- Musique : Michèle Groleau
- Montage :  Myriam Fougère
- Supervision sonore :  Martin Hurtubise
- Distribution : Groupe Intervention Vidéo
- Effets visuels : Denis Pilon
- Pays de production : Canada (Québec)
- Genre : documentaire
- Durée : 64 minutes
- Dates de sortie : 21 juin 2012 (Canada)

## Diffusion et sélections
Sorti le 21 juin 2012, Lesbiana – Une révolution parallèle est diffusé durant l'été 2012 à partir du 22 juin au cinéma Cartier de Québec. En 2013, il est sélectionné pour plusieurs festivals de cinéma LGBT. Il est programmé au Festival international de films de femmes de Créteil en mars, au festival Chéries-Chéris et au Festival international du film lesbien et féministe de Paris au mois d'octobre,, ainsi qu'au 31e Rendez-vous du cinéma québécois. Il est également projeté dans le cadre d'une projection-débat organisée par Osez le féminisme ! avec l’Inter-LGBT et Cineffable en juin, et au Festival Désir... Désirs à Tours. En 2014, il est sélectionné pour Écrans Mixtes, un festival de cinéma queer à Lyon.
Lesbiana continue d'être diffusé, même plusieurs années après sa sortie, notamment dans des cadres militants et universitaires. En 2016, il est programmé au cinéma Lux de Caen, dans le cadre d'un ciné-débat sur la révolution lesbienne. En 2017, il est projeté à l'Université du Québec à Rimouski dans le cadre de la Semaine de célébration de la diversité sexuelle et de la pluralité des genres. En 2022, il est programmé au festival féministe de documentaires Femmes en résistance à Arcueil. En mai 2024, il est projeté à l'Université d'Ottawa, et suivi par une discussion autour des organisations lesbiennes anglophones et francophones en Amérique du Nord. En 2025, il est projeté dans le cadre de l'exposition « Pour que nos mémoires vivent ! Sur les traces d’une histoire lesbienne à Montréal » au Centre des Mémoires montréalaises (MEM), réalisée en collaboration avec les Archives lesbiennes du Québec.

## Prix
- 2013 : prix Van Gogh du Amsterdam Film Festival[12],[14]
- 2013 : prix du public du Side by Side Film Festival (en)[12],[14]
- 2013 : prix du jury du festival Inside Out de Toronto[12],[14]